# Železniško postajališče Gradac
Železniško postajališče Gradac je eno izmed železniških postajališč v Sloveniji, ki oskrbuje bližnje naselje Gradac.